# 藤井浩然

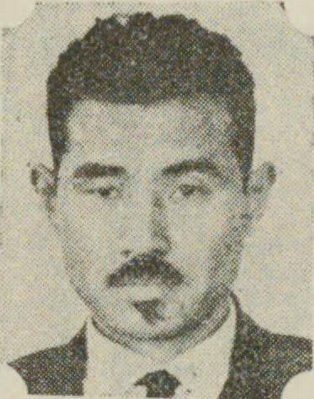
藤井浩然

藤井 浩然（ふじい こうねん、1885年（明治18年）8月 - 1938年（昭和13年）10月23日）は、日本の衆議院議員（立憲政友会）。ジャーナリスト。

## 経歴
新潟県高田町（現在の上越市）出身。1908年（明治41年）、早稲田大学哲学科を卒業。『高田日報』主筆、『新潟毎日新聞』編集局長を経て、越佐新報社社長・主筆となった。
1938年（昭和13年）、衆議院議員補欠選挙で当選を果たした。
その他、高田英語学校を創設し校長に就任した。